# Santa Paolina

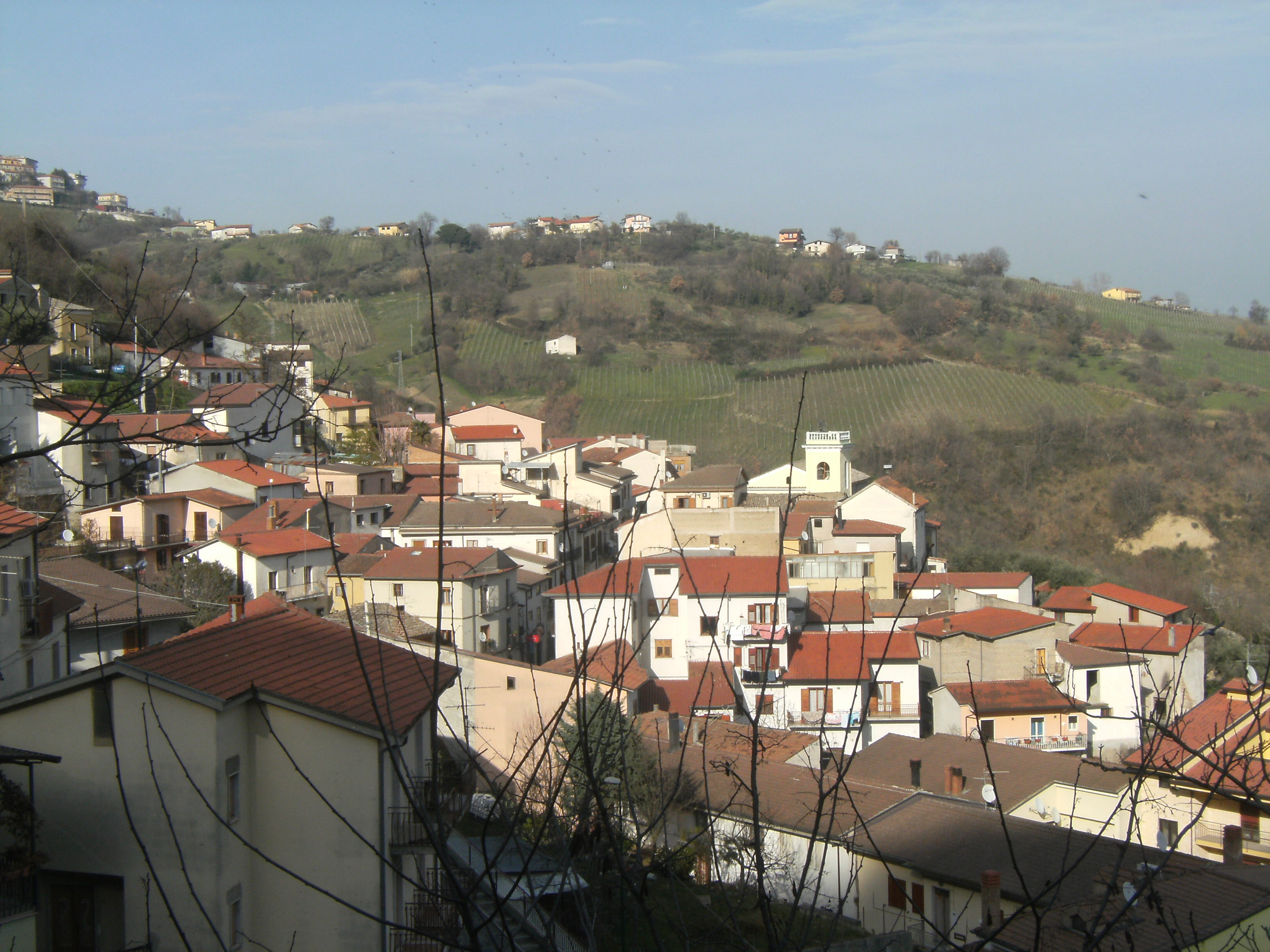
Santa Paolina

Santa Paolina ist eine italienische Gemeinde mit 1158 Einwohnern (Stand 31. Dezember 2023) in der Provinz Avellino in der Region Kampanien. Sie ist Teil der Bergkommune Comunità Montana Partenio - Vallo di Lauro.

## Geografie
Die Nachbargemeinden sind Montefusco, Montemiletto, Prata di Principato Ultra, Torrioni und Tufo. Die Ortsteile lauten Castelmozzo, Marotta, Picoli, Picoli Serra, Pietrarola, Ponte Zeza, Sala, Santa Lucia und Viturano.